# 杰克·欣德尔
約翰·欣德尔（英語：John Hindle；1921年11月10日—1987年1月21日）是一位英格蘭足球運動員，在場上的位置是守門員，曾效力普雷斯顿、巴罗和阿士東維拉。